# 1926 في سويسرا
فيما يلي قوائم الأحداث التي وقعت خلال عام 1926 في سويسرا.

## رياضة
- 23 مارس – كأس سويسرا 1925–26 الفائز نادي غراسهوبر زيوريخ.

## مواليد

### يناير
- 1 يناير – بيير جيرارد متسابق يخت سويسري.

### فبراير
- 23 فبراير – هيدي بوتشر نحاتة سويسرية.

### مارس
- 13 مارس – فريتز شير درّاج طريق سويسري.

### أبريل
- 16 أبريل – فريتز مولر

### مايو
- 25 مايو – ماكس ماير دراج سويسري.
- 28 مايو – جيوفاني لومباردي مهندس سويسري.

### يونيو
- 8 يونيو – والتر بوشر دراج سويسري.
- 11 يونيو – هانس جي. كونراد
- 21 يونيو – روبيرت بالمان لاعب كرة قدم سويسري.

### يوليو
- 18 يوليو – إليزابيث مولر ممثلة سويسرية.

### أغسطس
- 31 أغسطس – جوزيه ماير سياسية سويسرية.

### سبتمبر
- 28 سبتمبر – جان برون درّاج طريق سويسري.

### نوفمبر
- 1 نوفمبر – غوتفريد داينر لاعب زلاجة جماعية سويسري.
- 14 نوفمبر – هينريتش مولر دراج سويسري.
- 23 نوفمبر – لوكاس فيشر عالم عقيدة سويسري.

### ديسمبر
- 6 ديسمبر – أرنولد هوتينغر صحفي سويسري.

## وفيات

### فبراير
- 25 فبراير – أوتو هيس (مواليد 1878) لاعب كرة قاعدة سويسري.

### ديسمبر
- 14 ديسمبر – ألبرت مولر (مواليد 1897) فنان سويسري.